# Kuba i olympiska sommarspelen 1904
Kuba deltog med fem deltagare vid de olympiska sommarspelen 1904 i Saint Louis. Totalt vann de nio medaljer och slutade på tredje plats i medaljligan.

## Medaljer

### Guld
- Ramón Fonst - Fäktning, florett
- Ramón Fonst - Fäktning, värja
- Manuel Díaz - Fäktning, sabel
- Albertson Van Zo Post - Fäktning, singlestick

### Silver
- Charles Tatham - Fäktning, värja
- Albertson Van Zo Post - Fäktning, florett

### Brons
- Charles Tatham - Fäktning, florett
- Albertson Van Zo Post - Fäktning, värja
- Albertson Van Zo Post - Fäktning, sabel